# Charlie Hustle: The Blueprint of a Self-Made Millionaire
| Críticas profissionais | Críticas profissionais |
| Avaliações da crítica  | Avaliações da crítica  |
| Fonte                  | Avaliação              |
| ---------------------- | ---------------------- |
| Allmusic               | [ 1 ]                  |
| The Source             | [ 2 ]                  |

Charlie Hustle: The Blueprint of a Self-Made Millionaire é o quinto álbum de estúdio do rapper E-40, lançado em 9 de Novembro de 1999 pela Jive e pela Sick Wid It Records. O álbum apresenta produção de Ant Banks, Bosko, Battlecat, Clint "Payback" Sands, Rick Rock and Studio Ton. Atingiu o número 2 da Billboard Top R&B/Hip-Hop Albums e o número 28 da Billboard 200. O álbum apresenta participações dos membros do The Click: B-Legit, D-Shot e Suga-T, assim como Jayo Felony, C-Bo, Fat Joe, Celly Cel, Levitti, The Mossie, Birdman e Juvenile.
Um videoclipe foi produzido para a canção "Big Ballin' with My Homies". Um segundo videoclipe foi produzido para, "Earl That's Yo' Life/L.I.Q." com a participação Too Short, Otis & Shug.

## Lista de faixas
1. "L.I.Q."
2. "Ballaholic"
3. "'Cause I Can" (feat. Jayo Felony & C-Bo)
4. "Get Breaded" (feat. Sauce Money & Fat Joe)
5. "Look at Me" (feat. Lil Wayne, Baby, Juvenile & B.G.)
6. "Duckin' & Dodgin'"
7. "Fuckin' They Nose" (feat. The Click & Bosko)
8. "Seasoned" (feat. Otis & Shug)
9. "Earl, That's Yo' Life" (feat. Otis & Shug & Too Short)
10. "Rules & Regulations"
11. "Borrow Yo' Broad" (feat. B-Legit)
12. "Do What You Know Good" (feat. Levitti)
13. "Mouthpiece"
14. "Big Ballin' With My Homies"
15. "Ghetto Celebrity" (feat. Suga-T)
16. "Gangsterous" (feat. D-Shot & The Mossie)
17. "Brownie Points" (feat. A-1)

## Histórico nas paradas
| Parada (1999)                         | Maior posição |
| ------------------------------------- | ------------- |
| U.S. Billboard 200                    | 28            |
| U.S. Billboard Top R&B/Hip-Hop Albums | 2             |